# رود جهری

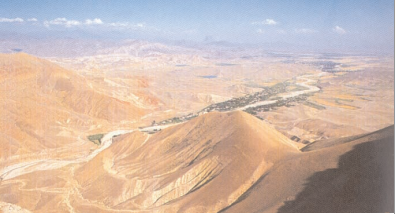
رودخانه جهری

رود جهری یا چاهوک (به لاتین: Cəhriçay) (به ارمنی: Ճահուկ) یک رودخانه در شهرستان بابک از توابع جمهوری خودمختار نخجوان در جمهوری آذربایجان است. این رودخانه ۴۵ کیلومتر (۲۸ مایل) درازا دارد و مساحت حوضه آن ۴۴۲ کیلومتر مربع (۱۷۱ مایل مربع) است. سرچشمه این رود در کوه‌های دارالایاز در بلندای ۲٬۳۲۰ متر (۷٬۶۱۰ فوت) است. منابع آب رودخاته جهری برف، باران و آب‌های زیرزمینی است. از آب این رودخانه بیشتر برای آبیاری استفاده می‌شود.